# Roy O. Disney
Roy Oliver Disney (Chicago, 24 de junho de 1893 – Burbank, Califórnia, 20 de dezembro de 1971) foi um empresário norte-americano, que tornou-se sócio e co-fundador, juntamente com seu irmão mais novo, Walt Disney, da Walt Disney Productions, agora conhecida como The Walt Disney Company ou também como Disney.

## Carreira
Parceiro financeiro de Walt e um dos seus apoiadores mais importantes, Roy estava no comando das finanças, fazendo a empresa ter dinheiro suficiente para construir os sonhos do seu irmão, mas sempre permaneceu nas sombras de Walt; ele era mais reservado que o irmão e não gostava muito de holofotes. Depois da morte de Walt em 1966, Roy O. Disney assumiu a presidência da Walt Disney Productions e seu primeiro ato foi nomear a então em construção, Disney World, em Walt Disney World, em homenagem ao seu irmão.
Roy Oliver foi casado com Edna Francis de 1925 até o ano de sua morte. Foi o pai de Roy E. Disney, nascido a 10 de janeiro de 1930, que seria o último Disney a trabalhar ativamente na empresa.
Roy O. Disney faleceu a 20 de dezembro de 1971, no dia em que iria inaugurar a Disneyland Christmas Parade. Foi sepultado em Forest Lawn Memorial Park (Hollywood Hills), Los Angeles, Califórnia no Estados Unidos.

## Tributos

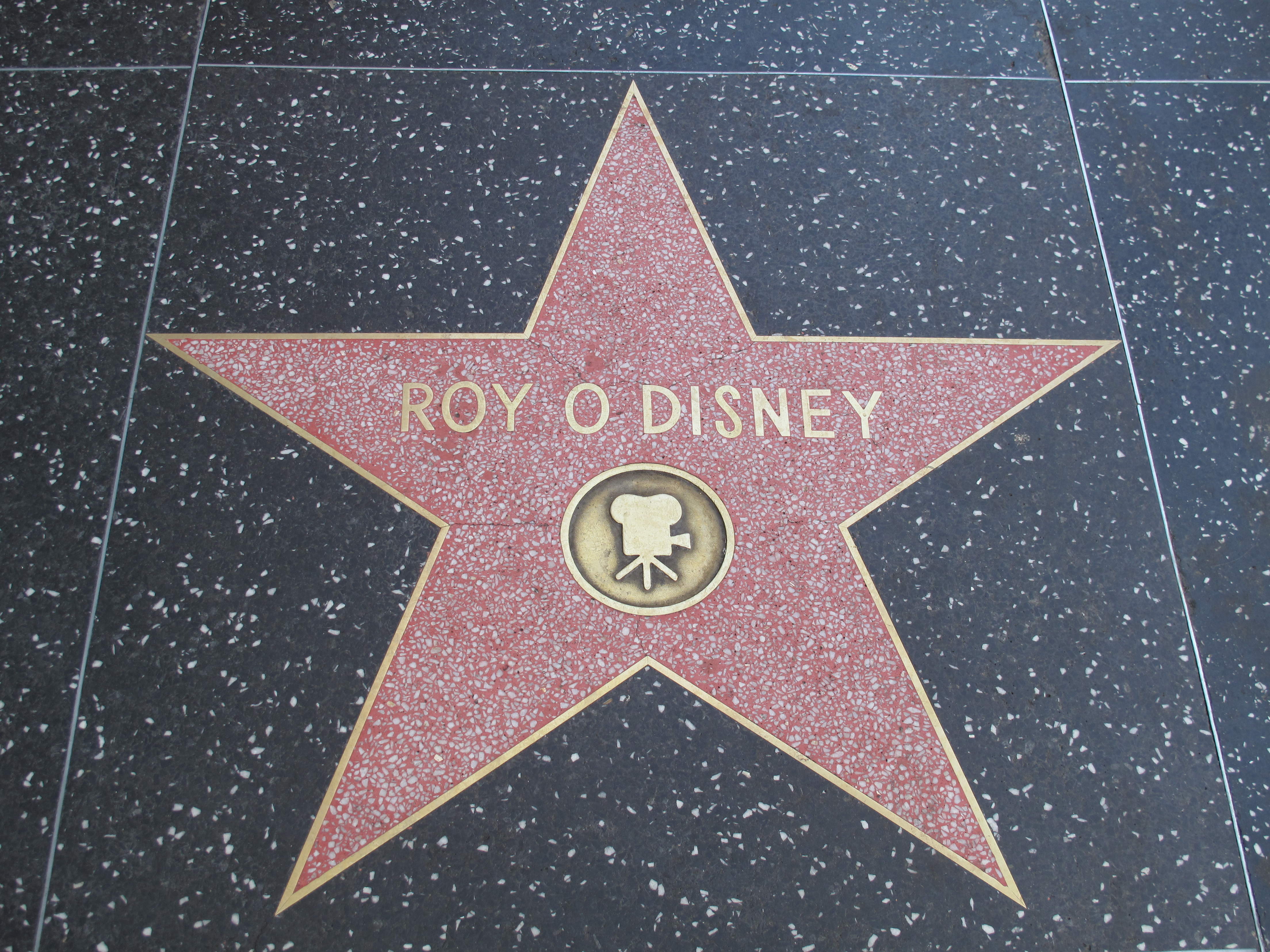
Roy O. Disney, estrela na Calçada da Fama de Hollywood

Uma estátua de Roy O. Disney sentado num banco de jardim ao lado de Minnie Mouse está localizada na seção Main Street, no parque temático Magic Kingdom, do Walt Disney World. Existe uma duplicada localizada em frente ao prédio da Disney em Burbank, Califórnia. Há uma terceira estátua no parque temático Disneylândia de Tóquio. Há uma suíte chamada Roy O. Disney no piso superior do Hong Kong Disneyland Hotel.
Ele foi homenageado com uma estrela na Calçada da Fama de Hollywood.